# Patricio Suárez-Vértiz
Germán Patricio Manuel María Suárez Vértiz Alva (Lima, 15 de septiembre de 1970) es un músico, cantante y compositor peruano. Durante 1986 y 1992 formó parte de la agrupación de rock peruano Arena Hash.

## Arena Hash
En 1986 junto a Pedro Suárez-Vértiz, Arturo Pomar Jr. y Alex Kornhuber forman Arena Hash. En 1987, tras la salida de Alex Kornhuber y el ingreso de Christian Meier, graban su primer disco y nace uno de los cuartetos más importantes en la historia del rock peruano. Las altas ventas de discos, récords de estadios llenos, hicieron que la banda gozara de una gran popularidad. Junto a Arena Hash grabó dos discos: Arena Hash (1987) y Ah, ah, ah (1991). La banda se disuelve en 1992 debido a los caminos distintos de cada uno de los integrantes.

## Carrera solista
En 1995 Patricio inició su carrera como solista, lanzando el disco Patricio con un estilo musical disco y dance, siendo bastante popular en este género. Los temas más exitosos de ese disco fueron "Disco Bar", "A la playa", la balada "Tú te vas" y el tema "Do it", que contó con un videoclip grabado en Miami. En 1997 lanzó su segunda producción Black Jack donde destacó el tema "En la radio" pero no tuvo la acogida del primer disco.
A fines de los 90s decide mudarse a Miami para empezar a trabajar en otros proyectos.
En 2005 consigue un contrato discográfico y firma con "Vision Records" en Miami para luego de algunos años lanzar un disco donde retorna a la música rock. En 2008, Patricio firma un contrato discográfico con Borgocom Media en Miami, y después en 2010 lanza su álbum más reciente titulado Luckyou, un disco de música rock interpretado totalmente en inglés. Tras casi 20 años viviendo en Miami, en 2022 regresa a Lima para presentarse en un festival y reencontrarse con el público peruano.

## Discografía

### Con Arena Hash
- Arena Hash (1988)
- Ah, ah, ah (1991)

### Como solista

#### Patricio(1995)
Producido por Mike (Miguel) Reátegui. Todas las canciones compuestas por Patricio Suárez-Vértiz excepto Pescador de Hombres, compuesta por el sacerdote Cesáreo Gabaráin. Distribuido por Discos Independientes del Perú.
1. Disco Bar
2. Tú Te Vas
3. A la Playa
4. Quiero Ver
5. Disco Bar (Remix)
6. Pescador de Hombres
7. Do It (Oh Yeah)
8. Hablándole a tu Corazón
9. Yo Solo Quiero Vivir
10. Solo y Sin Beber
11. Quiero Ver (Remix)

#### Black Jack(1997)
Producido por Manuel Garrido-Lecca y Mike (Miguel) Reátegui. Todas las canciones compuestas por Patricio Suárez-Vértiz. Distribuido por Sony Music Entertainment.
1. En la Radio
2. La Madrugada
3. Yo y Tú
4. Vivo Perdido
5. Latino
6. En tu Cabeza
7. Pensando en Ti
8. Tu Amor es Mío
9. Sueños de Dos
10. Te Quiere Amar
11. En la Radio (Remix)

#### Luckyou(2010)
Álbum totalmente en inglés grabado en Miami. Todas las canciones compuestas por Patricio Suárez-Vértiz. Distribuido por Borgocom Media.
1. I wanna be with you
2. Meet you
3. Luck you
4. Down in the hole
5. Hit me
6. Praying on the Highway
7. Too late
8. Something is going
9. Excuses
10. Everybody
11. Linda
12. Only rock and roll

#### Sin Filtro(2023)
Lanzamiento del 1er vinilo de Patricio Suárez Vértiz donde sus lados A y B describen el estilo multifacético de su carrera musical incluyendo los mejores tracks de rock&roll en inglés y pop en español. Distribuye Disco Centro Records. Disponible en spotify.
Lado A
1. En la radio
2. A la playa
3. Stress
4. Do it
5. Disco bar

Lado B
1. Everybody
2. I wanna be with you
3. Too late
4. Excuses
5. Muchacha linda